# Ylimmäinen Sivakkajärvi
Ylimmäinen Sivakkajärvi och Alimmainen Sivakkajärvi, eller Sivakkajärvet är sjöar i Finland. De ligger i kommunen Enare i landskapet Lappland, i den norra delen av landet, 1 000 km norr om huvudstaden Helsingfors. Ylimmäinen Sivakkajärvi ligger 178,6 meter över havet. Arean är 43,5 hektar och strandlinjen är 5,28 kilometer lång. Sjön  ingår i Pasvik älvs huvudavrinningsområde. 